# Portugalia na Letnich Igrzyskach Olimpijskich 2024
Portugalia na Letnich Igrzyskach Olimpijskich 2024 – występ kadry sportowców reprezentujących Portugalię na igrzyskach olimpijskich, które odbyły się w Paryżu we Francji, w dniach 26 lipca -11 sierpnia 2024 roku. Był to 26. start reprezentacji Portugalii na letnich igrzyskach olimpijskich.
Reprezentacja Portugalii liczyła 73 zawodników (36 kobiet i 37 mężczyzn), którzy wystąpili w 15 dyscyplinach.

## Medaliści
| Medal | Zawodnik                 | Dyscyplina    | Konkurencja  | Data        |
| ----- | ------------------------ | ------------- | ------------ | ----------- |
|       | Iúri Leitão Rui Oliveira | Kolarstwo     | Madison      | 10 sierpnia |
|       | Iúri Leitão              | Kolarstwo     | Omnium       | 8 sierpnia  |
|       | Pedro Pichardo           | Lekkoatletyka | Trójskok     | 9 sierpnia  |
|       | Patrícia Sampaio         | Judo          | do 78 kg (k) | 1 sierpnia  |

## Skład reprezentacji

### Breaking
| Zawodnik       | Konkurencja | Pseudonim | Eliminacje | Eliminacje | Eliminacje | Ćwierćfinały                 | Półfinały                    | Finał B/M                    | Pozycja | Źródło |
| Zawodnik       | Konkurencja | Pseudonim | Rundy      | Głosy      | Wynik      | Przeciwnik (pseudonim) Wynik | Przeciwnik (pseudonim) Wynik | Przeciwnik (pseudonim) Wynik | Pozycja | Źródło |
| -------------- | ----------- | --------- | ---------- | ---------- | ---------- | ---------------------------- | ---------------------------- | ---------------------------- | ------- | ------ |
| Vanessa Marina | B-Girls     | Vanessa   | 0          | 12         | 4          | NQ                           | NQ                           | NQ                           | NQ      | [ 2 ]  |

### Gimnastyka sportowa
| Zawodnik           | Konkurencja               | Eliminacje | Eliminacje | Eliminacje | Eliminacje | Eliminacje | Eliminacje | Finał    | Finał    | Finał    | Finał    | Finał  | Finał   | Źródło      |
| Zawodnik           | Konkurencja               | Przyrząd   | Przyrząd   | Przyrząd   | Przyrząd   | Razem      | Pozycja    | Przyrząd | Przyrząd | Przyrząd | Przyrząd | Razem  | Pozycja | Źródło      |
| Zawodnik           | Konkurencja               | V          | UB         | BB         | F          | Razem      | Pozycja    | V        | UB       | BB       | F        | Razem  | Pozycja | Źródło      |
| ------------------ | ------------------------- | ---------- | ---------- | ---------- | ---------- | ---------- | ---------- | -------- | -------- | -------- | -------- | ------ | ------- | ----------- |
| Ana Filipa Martins | wielobój indywidualny (k) | 14,133     | 13,800     | 12,600     | 12,633     | 53,166     | 18 Q       | 12,500   | 13,566   | 12,700   | 12,466   | 51,232 | 20.     | [ 3 ] [ 4 ] |

#### Skoki na trampolinie
| Zawodnik            | Konkurencja              | Eliminacje        | Eliminacje    | Eliminacje | Eliminacje | Finał    | Finał     | Finał     | Finał        | Finał | Finał   | Źródło      |
| Zawodnik            | Konkurencja              | Układ obowiązkowy | Układ dowolny | Wynik      | Pozycja    | Trudność | Wykonanie | Czas lotu | Przesunięcie | Kara  | Łącznie | Źródło      |
| ------------------- | ------------------------ | ----------------- | ------------- | ---------- | ---------- | -------- | --------- | --------- | ------------ | ----- | ------- | ----------- |
| Gabriel Albuquerque | skoki na trampolinie (m) | 59,750            | 31,070        | 59,750     | 5 Q        | 18,000   | 15,500    | 17,240    | 9,000        | -     | 59,740  | [ 5 ] [ 6 ] |

### Jeździectwo
Ujeżdżenie
| Zawodnik                                        | Konkurencja   | Koń                                  | Grand Prix | Grand Prix | Grand Prix Freestyle | Grand Prix Freestyle | Finał | Finał | Źródło |
| Zawodnik                                        | Konkurencja   | Koń                                  | Wynik      | Poz.       | Wynik                | Poz.                 | Wynik | Poz.  | Źródło |
| ----------------------------------------------- | ------------- | ------------------------------------ | ---------- | ---------- | -------------------- | -------------------- | ----- | ----- | ------ |
| Maria Caetano                                   | indywidualnie | Hit Plus                             | 66,630     | 50.        | —                    | —                    | NQ    | NQ    | [ 7 ]  |
| Rita Ralão Duarte                               | indywidualnie | Irao                                 | 68,261     | 44.        | —                    | —                    | NQ    | NQ    | [ 7 ]  |
| António do Vale                                 | indywidualnie | Fine Fellow                          | 66,910     | 48.        | —                    | —                    | NQ    | NQ    | [ 7 ]  |
| Maria Caetano Rita Ralão Duarte António do Vale | drużynowo     | ten sam co w zawodach indywidualnych | 201,801    | 12.        | —                    | —                    | NQ    | NQ    | [ 8 ]  |

#### Skoki przez przeszkody
| Zawodnik      | Konkurencja   | Koń        | Kwalifikacje | Kwalifikacje | Finał | Finał | Finał | Dogrywka | Dogrywka | Dogrywka | Suma | Suma | Źródło |
| Zawodnik      | Konkurencja   | Koń        | Kary         | Poz.         | Kary  | Czas  | Poz.  | Kary     | Czas     | Poz.     | Kary | Poz. | Źródło |
| ------------- | ------------- | ---------- | ------------ | ------------ | ----- | ----- | ----- | -------- | -------- | -------- | ---- | ---- | ------ |
| Duarte Seabra | indywidualnie | Dourados 2 | 8            | 48.          | NQ    | NQ    | NQ    | NQ       | NQ       | NQ       | 8    | 48.  | [ 9 ]  |

#### WKKW
| Zawodnik     | Konkurencja   | Koń             | Ujeżdżenie | Ujeżdżenie | Cross country | Cross country | Cross country | Skoki        | Skoki        | Skoki        | Skoki | Skoki | Skoki | Razem | Razem | Źródło |
| Zawodnik     | Konkurencja   | Koń             | Ujeżdżenie | Ujeżdżenie | Cross country | Cross country | Cross country | Kwalifikacje | Kwalifikacje | Kwalifikacje | Finał | Finał | Finał | Razem | Razem | Źródło |
| Zawodnik     | Konkurencja   | Koń             | Kary       | Poz.       | Kary          | Suma          | Poz.          | Kary         | Suma         | Poz.         | Kary  | Suma  | Poz.  | Kary  | Poz.  | Źródło |
| ------------ | ------------- | --------------- | ---------- | ---------- | ------------- | ------------- | ------------- | ------------ | ------------ | ------------ | ----- | ----- | ----- | ----- | ----- | ------ |
| Manuel Grave | indywidualnie | Carat de Bremoy | 40,90      | 59.        | EL            | EL            | EL            | NQ           | NQ           | NQ           | NQ    | NQ    | NQ    | 40,90 | 59.   | [ 10 ] |

### Judo
| Zawodnik         | Konkurencja | 1/16 finału              | 1/8 finału                | Ćwierćfinał         | Półfinał               | Repasaże         | Finał / 3. miejsce    | Finał / 3. miejsce | Źródła |
| Zawodnik         | Konkurencja | Przeciwnik Wynik         | Przeciwnik Wynik          | Przeciwnik Wynik    | Przeciwnik Wynik       | Przeciwnik Wynik | Przeciwnik Wynik      | Pozycja            | Źródła |
| ---------------- | ----------- | ------------------------ | ------------------------- | ------------------- | ---------------------- | ---------------- | --------------------- | ------------------ | ------ |
| João Fernando    | -73 kg (m)  | Gauthier-Drapeau P 00-10 | NQ                        | NQ                  | NQ                     | NQ               | NQ                    | 17.                |        |
| Jorge Fonseca    | -100 kg (m) | Aaron Wolf WP 00-10      | NQ                        | NQ                  | NQ                     | NQ               | NQ                    |                    | [ 11 ] |
| Catarina Costa   | -48 kg (k)  | Katharina Menz W 01-00   | Gabriela Narváez P 00-10  | NQ                  | NQ                     | NQ               | NQ                    |                    | [ 12 ] |
| Bárbara Timo     | -63 kg (k)  | Kim Ji-su P 00-10        | NQ                        | NQ                  | NQ                     | NQ               | NQ                    |                    |        |
| Tais Pina        | -70 kg (k)  | Kim Polling P 00-01      | NQ                        | NQ                  | NQ                     | NQ               | NQ                    |                    |        |
| Patrícia Sampaio | -78 kg (k)  | Zeddy Cherotich W 10-00  | Madeleine Malonga W 11-00 | Ma Zhenzhao W 10-00 | Alice Bellandi P 00-01 | —                | Rika Takayama W 10-00 | brąz               | [ 13 ] |
| Rochele Nunes    | +78 kg (k)  | Sarra Mzougui W 10-00    | Larisa Cerić P 00-01      | NQ                  | NQ                     | NQ               | NQ                    |                    | [ 14 ] |

### Kajakarstwo
| Zawodnik                      | Konkurencja   | Eliminacje | Eliminacje | Ćwierćfinały | Ćwierćfinały | Półfinały | Półfinały | Finał A/B | Finał A/B | Pozycja | Źródło |
| Zawodnik                      | Konkurencja   | Czas       | Pozycja    | Czas         | Pozycja      | Czas      | Pozycja   | Czas      | Pozycja   | Pozycja | Źródło |
| ----------------------------- | ------------- | ---------- | ---------- | ------------ | ------------ | --------- | --------- | --------- | --------- | ------- | ------ |
| Fernando Pimenta              | K-1 1000 m    | 3:29,76    | 1.         | BYE          | BYE          | 3:29,14   | 2.        | 3:29,59   | 6.        | 6.      | [ 15 ] |
| Messias Baptista João Ribeiro | K-2 500 m (m) | 1:28,10    | 2.         | BYE          | BYE          | 1:27,64   | 3.        | 1:27,82   | 6.        | 6.      |        |
| Teresa Portela                | K-1 500 m (k) | 1:51,03    | 3.         | 1:52,40      | 4.           | 1:50,28   | 3.        | 1:52,38   | 3.        | 10.     | [ 16 ] |

### Kolarstwo

#### Kolarstwo szosowe
| Zawodnik        | Konkurencja                    | Czas    | Pozycja | Źródło |
| --------------- | ------------------------------ | ------- | ------- | ------ |
| Daniela Campos  | wyścig ze startu wspólnego (k) | 4:07:16 | 41.     | [ 17 ] |
| Nelson Oliveira | wyścig ze startu wspólnego (m) | 6:23:16 | 33.     | [ 18 ] |
| Rui Costa       | wyścig ze startu wspólnego (m) | 6:26:57 | 46.     | [ 18 ] |

#### Kolarstwo torowe
Madison
| Zawodnik                 | Konkurencja | Punkty | Okrążenia | Pozycja | Źródło |
| ------------------------ | ----------- | ------ | --------- | ------- | ------ |
| Iúri Leitão Rui Oliveira | mężczyźni   | 35     | 20        | złoto   | [ 19 ] |

Omnium
| Zawodnik      | Konkurencja | Scratch | Scratch | Wyścig tempowy | Wyścig tempowy | Wyścig eliminacyjny | Wyścig eliminacyjny | Wyścig punktowy | Wyścig punktowy | Wyścig punktowy | Suma punktów | Pozycja | Źródło |
| Zawodnik      | Konkurencja | Miejsce | Punkty  | Miejsce        | Punkty         | Miejsce             | Punkty              | Sprint          | Okrążenia       | Miejsce         | Suma punktów | Pozycja | Źródło |
| ------------- | ----------- | ------- | ------- | -------------- | -------------- | ------------------- | ------------------- | --------------- | --------------- | --------------- | ------------ | ------- | ------ |
| Iúri Leitão   | mężczyźni   | 7.      | 28      | 2.             | 38             | 7.                  | 28                  | 2               | 29              | 22              | 153          | srebro  |        |
| Maria Martins | kobiety     | 13.     | 16      | 8.             | 26             | 15.                 | 12                  | 15              | 7               | 14              | 61           | 14.     | [ 20 ] |

#### Kolarstwo górskie
| Zawodnik       | Konkurencja       | Czas/Okrążenia | Pozycja | Źródło |
| -------------- | ----------------- | -------------- | ------- | ------ |
| Raquel Queirós | cross-country (k) | dwa okrążenia  | 29.     | [ 21 ] |

### Lekkoatletyka

#### Konkurencje biegowe
| Zawodnik               | Konkurencja            | Eliminacje | Eliminacje | Repasaże | Repasaże | Półfinał | Półfinał | Finał | Finał   | Pozycja | Źródło |
| Zawodnik               | Konkurencja            | Wynik      | Miejsce    | Wynik    | Miejsce  | Wynik    | Miejsce  | Wynik | Miejsce | Pozycja | Źródło |
| ---------------------- | ---------------------- | ---------- | ---------- | -------- | -------- | -------- | -------- | ----- | ------- | ------- | ------ |
| João Coelho            | 400 m (m)              | 45,35      | 4 R        | 45,64    | 5.       | NQ       | NQ       | NQ    | NQ      |         | [ 22 ] |
| Isaac Nader            | 1500 m (m)             | 3:35,44    | 6.Q        | BYE      | BYE      | 3:34,75  | 8.       | NQ    | NQ      |         | [ 23 ] |
| Samuel Barata          | maraton (m)            | —          | 2:13,23    | 48.      | 48.      | [ 24 ]   |          |       |         |         |        |
| Lorène Bazolo          | 100 m (k)              | 11,38      | 5.         | —        | —        | NQ       | NQ       | NQ    | NQ      |         |        |
| Lorène Bazolo          | 200 m (k)              | 23,10      | 5.R        | 23,08    | 4.       | NQ       | NQ       | NQ    | NQ      |         | [ 25 ] |
| Cátia Azevedo          | 400 m (k)              | 52,73      | 8.R        | 52,04    | 5.       | NQ       | NQ       | NQ    | NQ      |         | [ 26 ] |
| Salomé Afonso          | 1500 m (k)             | 4:04,42    | 5.Q        | BYE      | BYE      | 3:59,96  | 12.      | NQ    | NQ      |         | [ 27 ] |
| Mariana Machado        | 5000 m (k)             | 15:23,26   | 11.        | —        | —        | NQ       | NQ       | NQ    | NQ      |         |        |
| Fatoumata Binta Diallo | 400 m przez płotki (k) | 54,75      | 2.Q        | —        | —        | 54,93    | 6.       | NQ    | NQ      |         |        |
| Ana Cabecinha          | chód na 20 km (k)      | —          | 1:46,30    | 43.      | 43.      | [ 28 ]   |          |       |         |         |        |
| Vitória Oliveira       | chód na 20 km (k)      | —          | 1:36,22    | 38.      | 38.      | [ 28 ]   |          |       |         |         |        |
| Susana Santos          | maraton (k)            | —          | 2:35,57    | 57.      | 57.      | [ 29 ]   |          |       |         |         |        |

#### Konkurencje techniczne
| Zawodnik        | Konkurencja        | Kwalifikacje | Kwalifikacje | Finał | Finał   | Źródło        |
| Zawodnik        | Konkurencja        | Wynik        | Miejsce      | Wynik | Miejsce | Źródło        |
| --------------- | ------------------ | ------------ | ------------ | ----- | ------- | ------------- |
| Pedro Buaró     | skok o tyczce (m)  | 5,40         | =25.         | NQ    | NQ      | [ 30 ]        |
| Francisco Belo  | pchnięcie kulą (m) | NM           | NM           | NQ    | NQ      | [ 31 ]        |
| Tsanko Arnaudov | pchnięcie kulą (m) | 20,31        | 16.          | NQ    | NQ      | [ 31 ]        |
| Pedro Pichardo  | trójskok (m)       | 17,44        | 1.Q          | 17,84 | srebro  | [ 32 ] [ 33 ] |
| Tiago Pereira   | trójskok (m)       | 16,36        | 25.          | NQ    | NQ      | [ 32 ] [ 33 ] |
| Leandro Ramos   | rzut oszczepem (m) | 75,73        | 28.          | NQ    | NQ      | [ 34 ]        |
| Agate de Sousa  | skok w dal (k)     | 75,73        | 28.          | NQ    | NQ      | [ 35 ]        |
| Jessica Inchude | pchnięcie kulą (k) | 18,36        | 9.q          | 18,41 | 8.      | [ 36 ]        |
| Eliana Bandeira | pchnięcie kulą (k) | 17,97        | 15.          | NQ    | NQ      | [ 36 ]        |
| Irina Rodrigues | rzut dyskiem (k)   | 62,90        | 10.q         | 61,19 | 9.      | [ 37 ]        |
| Liliana Cá      | rzut dyskiem (k)   | 62,43        | 14.          | NQ    | NQ      | [ 37 ]        |

### Pływanie
| Zawodnik          | Konkurencja               | Eliminacje | Eliminacje | Półfinał | Półfinał | Finał     | Finał | Źródło        |
| Zawodnik          | Konkurencja               | Czas       | Poz.       | Czas     | Poz.     | Czas      | Poz.  | Źródło        |
| ----------------- | ------------------------- | ---------- | ---------- | -------- | -------- | --------- | ----- | ------------- |
| João Costa        | 100 m st. grzbietowym (m) | 54,90      | 32.        | NQ       | NQ       | NQ        | NQ    | [ 38 ]        |
| Miguel Nascimento | 50 m st. dowolnym (m)     | 22,49      | 36.        | NQ       | NQ       | NQ        | NQ    | [ 39 ] [ 40 ] |
| Diogo Ribeiro     | 50 m st. dowolnym (m)     | 21,91      | 13.Q       | 22,01    | 16.      | NQ        | NQ    | [ 39 ] [ 40 ] |
| Diogo Ribeiro     | 100 m st. dowolnym (m)    | 48,88      | 29.        | NQ       | NQ       | NQ        | NQ    | [ 41 ]        |
| Diogo Ribeiro     | 100 m st. motylkowym (m)  | 51,90      | 20.        | NQ       | NQ       | NQ        | NQ    | [ 42 ]        |
| Camila Rebelo     | 200 m st. grzbietowym (k) | 2:11,26    | 19.        | NQ       | NQ       | NQ        | NQ    | [ 43 ]        |
| Angélica André    | 10 km na akwenie (k)      | —          | —          | —        | —        | 2:06:17,0 | 12.   | [ 44 ]        |

### Skateboarding
| Zawodnik        | Konkurencja | Kwalifikacje | Kwalifikacje | Finał  | Finał   | Źródło |
| Zawodnik        | Konkurencja | Punkty       | Pozycja      | Punkty | Pozycja | Źródło |
| --------------- | ----------- | ------------ | ------------ | ------ | ------- | ------ |
| Thomas Augusto  | park (m)    | 81,75        | 13.          | NQ     | NQ      | [ 45 ] |
| Gustavo Ribeiro | street (m)  | 142,14       | 17           | NQ     | NQ      | [ 46 ] |

### Surfing
| Zawodnik        | Konkurencja | Runda 1 | Runda 1 | Runda 2                   | Runda 3                     | Ćwierćfinał      | Półfinał         | Finał/BM         | Źródło |
| Zawodnik        | Konkurencja | Wynik   | Pozycja | Przeciwnik Wynik          | Przeciwnik Wynik            | Przeciwnik Wynik | Przeciwnik Wynik | Przeciwnik Wynik | Źródło |
| --------------- | ----------- | ------- | ------- | ------------------------- | --------------------------- | ---------------- | ---------------- | ---------------- | ------ |
| Teresa Bonvalot | kobiety     | 10.34   | 3 R2    | Shino Matsuda P 6.48-9.77 | NQ                          | NQ               | NQ               | NQ               | [ 47 ] |
| Yolanda Hopkins | kobiety     | 7.00    | 3 R2    | Saffi Vette W 4.67-1.27   | Brisa Hennessy P 12.34-9.90 | NQ               | NQ               | NQ               | [ 47 ] |

### Strzelectwo
| Zawodnik          | Konkurencja | Kwalifikacje | Kwalifikacje | Finał | Finał   | Źródło |
| Zawodnik          | Konkurencja | Wynik        | Pozycja      | Wynik | Pozycja | Źródło |
| ----------------- | ----------- | ------------ | ------------ | ----- | ------- | ------ |
| Maria Inês Barros | trap (k)    | 121+0        | 8.           | NQ    | NQ      | [ 48 ] |

### Tenis stołowy
| Zawodnik                    | Konkurencja           | Eliminacje           | 1/32 finału           | 1/16 finału      | 1/8 finału       | Ćwierćfinały     | Półfinały        | Finał            | Finał   | Źródło |
| Zawodnik                    | Konkurencja           | Przeciwnik Wynik     | Przeciwnik Wynik      | Przeciwnik Wynik | Przeciwnik Wynik | Przeciwnik Wynik | Przeciwnik Wynik | Przeciwnik Wynik | Pozycja | Źródło |
| --------------------------- | --------------------- | -------------------- | --------------------- | ---------------- | ---------------- | ---------------- | ---------------- | ---------------- | ------- | ------ |
| Marcos Freitas              | gra pojedyńcza (m)    | Anders Lind P 0-4    | NQ                    | NQ               | NQ               | NQ               | NQ               | NQ               | NQ      | [ 49 ] |
| Tiago Apolónia              | gra pojedyńcza (m)    | Dang Qiu P 1-4       | NQ                    | NQ               | NQ               | NQ               | NQ               | NQ               | NQ      | [ 49 ] |
| Tiago Apolónia João Geraldo | turniej drużynowy (m) | —                    | —                     | Brazylia P 1-4   | NQ               | NQ               | NQ               | NQ               | NQ      | [ 50 ] |
| Shao Jieni                  | gra pojedyńcza (k)    | Sarah De Nutte W 4-2 | Sofia Polcanova P 2-4 | NQ               | NQ               | NQ               | NQ               | NQ               | NQ      |        |
| Fu Yu                       | gra pojedyńcza (k)    | Jeon Ji-hee W 4-0    | Natalia Bajor P 3-4   | NQ               | NQ               | NQ               | NQ               | NQ               | NQ      |        |

### Tenis ziemny
| Zawodnik                     | Konkurencja | Eliminacje                   | 1/32 finału                               | 1/16 finału              | 1/8 finału       | Ćwierćfinały     | Półfinały        | Finał/Mecz o 3. miejsce | Finał/Mecz o 3. miejsce | Źródło |
| Zawodnik                     | Konkurencja | Przeciwnik Wynik             | Przeciwnik Wynik                          | Przeciwnik Wynik         | Przeciwnik Wynik | Przeciwnik Wynik | Przeciwnik Wynik | Przeciwnik Wynik        | Pozycja                 | Źródło |
| ---------------------------- | ----------- | ---------------------------- | ----------------------------------------- | ------------------------ | ---------------- | ---------------- | ---------------- | ----------------------- | ----------------------- | ------ |
| Nuno Borges                  | singel (m)  | Mariano Navone P 2-6 2-6     | NQ                                        | NQ                       | NQ               | NQ               | NQ               | NQ                      | NQ                      | [ 51 ] |
| Francisco Cabral             | singel (m)  | Jan-Lennard Struff P 2-6 2-6 | NQ                                        | NQ                       | NQ               | NQ               | NQ               | NQ                      | NQ                      | [ 51 ] |
| Nuno Borges Francisco Cabral | debel (m)   | —                            | S.Tsitsipas/P.Tsitsipas W 3-6 6-3 [12-10] | Struff/Koepfer L 2-6 2-6 | NQ               | NQ               | NQ               | NQ                      | NQ                      | [ 52 ] |

### Triathlon

#### Indywidualnie
| Zawodnik        | Konkurencja | Pływanie (1,5 km) | Zmiana 1 | Jazda na rowerze (40 km) | Zmiana 2 | Bieg (10 km) | Czas    | Pozycja | Źródło |
| --------------- | ----------- | ----------------- | -------- | ------------------------ | -------- | ------------ | ------- | ------- | ------ |
| Melanie Santos  | kobiety     | 24,20             | 00,57    | 1:01,00                  | 00,28    | 37,03        | 2:03,48 | 45.     | [ 53 ] |
| Maria Tomé      | kobiety     | 24,17             | 00,56    | 57,34                    | 00,31    | 33,55        | 1:57,13 | 11.     | [ 53 ] |
| Vasco Vilaça    | mężczyźni   | 21,03             | 00,52    | 51,30                    | 00,27    | 30,04        | 1:43,56 | 5.      | [ 54 ] |
| Ricardo Batista | mężczyźni   | 21,10             | 0,46     | 51,29                    | 00,27    | 30,06        | 1:43,58 | 6.      | [ 54 ] |

#### Sztafeta mieszana
| Zawodnik        | Konkurencja       | Pływanie (300 m) | Zmiana 1 | Jazda na rowerze (7 km) | Zmiana 2 | Bieg (2 km) | Czas  | Łącznie | Pozycja | Źródło |
| --------------- | ----------------- | ---------------- | -------- | ----------------------- | -------- | ----------- | ----- | ------- | ------- | ------ |
| Ricardo Batista | sztafeta mieszana | 4,20             | 1,12     | 9,22                    | 0,23     | 4,59        | 20,16 | 1:27,08 | 5.      | [ 55 ] |
| Melanie Santos  | sztafeta mieszana | 5,05             | 1,07     | 10,27                   | 0,26     | 5,49        | 22,54 | 1:27,08 | 5.      | [ 55 ] |
| Vasco Vilaça    | sztafeta mieszana | 4,19             | 1,01     | 9,31                    | 0,23     | 5,02        | 20,16 | 1:27,08 | 5.      | [ 55 ] |
| Maria Tomé      | sztafeta mieszana | 5,04             | 1,12     | 11,02                   | 0,26     | 5,58        | 23,42 | 1:27,08 | 5.      | [ 55 ] |

### Żeglarstwo
Konkurencje eliminacyjne
| Zawodnik              | Konkurencja | Wyścig | Wyścig | Wyścig | Wyścig | Wyścig | Wyścig | Wyścig    | Wyścig    | Wyścig    | Wyścig    | Wyścig    | Wyścig    | Wyścig    | Wyścig    | Wyścig    | Wyścig    | Wyścig | Wyścig | Wyścig | Wyścig | Wyścig | Wyścig | Wyścig | Wyścig | Wyścig | Wyścig | Wyścig | Wyścig | Pozycja | Źródło |
| Zawodnik              | Konkurencja | 1      | 2      | 3      | 4      | 5      | 6      | 7         | 8         | 9         | 10        | 11        | 12        | 13        | 14        | 15        | 16        | SF1    | SF2    | SF3    | SF4    | SF5    | SF6    | F1     | F2     | F3     | F4     | F5     | F6     | Pozycja | Źródło |
| --------------------- | ----------- | ------ | ------ | ------ | ------ | ------ | ------ | --------- | --------- | --------- | --------- | --------- | --------- | --------- | --------- | --------- | --------- | ------ | ------ | ------ | ------ | ------ | ------ | ------ | ------ | ------ | ------ | ------ | ------ | ------- | ------ |
| Mafalda Pires de Lima | Kite (k)    | 8      | 15     | 14     | 13     | 15     | 9      | Anulowane | Anulowane | Anulowane | Anulowane | Anulowane | Anulowane | Anulowane | Anulowane | Anulowane | Anulowane | —      | —      | —      | —      | —      | —      | —      | —      | —      | —      | —      | —      | 14.     | [ 56 ] |

Konkurencje z wyścigiem medalowym
| Zawodnik                  | Konkurencja | Wyścig | Wyścig | Wyścig | Wyścig | Wyścig | Wyścig | Wyścig | Wyścig | Wyścig    | Wyścig    | Wyścig    | Wyścig    | Wyścig | Punkty | Finałowa pozycja | Źródło |
| Zawodnik                  | Konkurencja | 1      | 2      | 3      | 4      | 5      | 6      | 7      | 8      | 9         | 10        | 11        | 12        | M*     | Punkty | Finałowa pozycja | Źródło |
| ------------------------- | ----------- | ------ | ------ | ------ | ------ | ------ | ------ | ------ | ------ | --------- | --------- | --------- | --------- | ------ | ------ | ---------------- | ------ |
| Eduardo Marques           | ILCA 7      | 5      | 11     | 31     | 15     | 35     | 1      | 44     | 3      | Anulowane | Anulowane | Anulowane | Anulowane | —      | 101    | 11.              |        |
| Diogo Costa Carolina João | 470         | 20     | 3      | 16     | 14     | 2      | 4      | 2      | 8      | Anulowane | Anulowane | Anulowane | Anulowane | 4.     | 53     | 5.               | [ 57 ] |